# 도리이 모토타다
도리이 모토타다(일본어: 鳥居元忠, 덴분 8년 ~ 게이초 5년 음력 8월 1일)는 센고쿠 시대부터 아즈치모모야마 시대에 활약한 무장이다. 도쿠가와씨의 가신. 시모사 가토리군 야하기번(지금의 지바현 가토리시 야하기)의 번조이다.

## 생애
도쿠가와 이에야스의 같은 미카와 출신으로 도쿠가와 16신장 중 한 사람이다. 이에야스와 함께 여러 전장을 달렸다.
1600년 세키가하라 전투의 전초전인 후시미성 전투에서 소수의 병력으로 서군의 우키타-고바야카와 연합군에 대항해 싸워 자신을 희생함으로써 동군 전체의 전력을 절약하는데 기여하였다.